# Mount Cronus
Mount Cronus är ett berg i Antarktis. Det ligger i Östantarktis. Australien gör anspråk på området. Toppen på Mount Cronus är 900 meter över havet.
Terrängen runt Mount Cronus är platt åt sydost, men åt nordväst är den kuperad. Trakten är obefolkad. Det finns inga samhällen i närheten.